# Август Петерманн
 Август Генріх Петерманн  (нім. August Heinrich Petermann; 18 квітня 1822, Німеччина,  Бляйхероде — 25 вересня 1878, Гота) — німецький географ, картограф, учень  Генріха Берґгауса.

## Біографія
1839 р. вступив до художньої школи  Генріха Берґгауса в Потсдамі, щоб вивчитися на картографа. У 1845 р. він переїхав в Единбург, а в 1847 р. облаштувався в Лондоні. У 1854 р. переїхав у Готу, де через рік заснував спеціалізований журнал з географії «Petermanns Geographische Mitteilungen».
Деякий час був керівником Географічного інституту Юстуса Пертеса  (Justus Perthes Geographisches Anstalt).
«Petermanns Geographische Mitteilungen» розпочав свою діяльність у березні 1855 р. (виходив до 2004 р.) із неймовірно великим тиражем у 4 000 примірників при 1 000 передплатах за кордоном. Оскільки, в Готу надходило стільки інформації, що вона не могла бути опублікована в 40-сторінкових виданнях журналу, було вирішено розпочати публікацію так званих додаткових номерів. Хоча перші додаткові випуски, що вийшли в 1860 р., були лише невеличкими буклетами, вони незабаром стали здоровенними книгами. Останній додатковий номер 294 було опубліковано в 1999 р....

## Атласи та карти

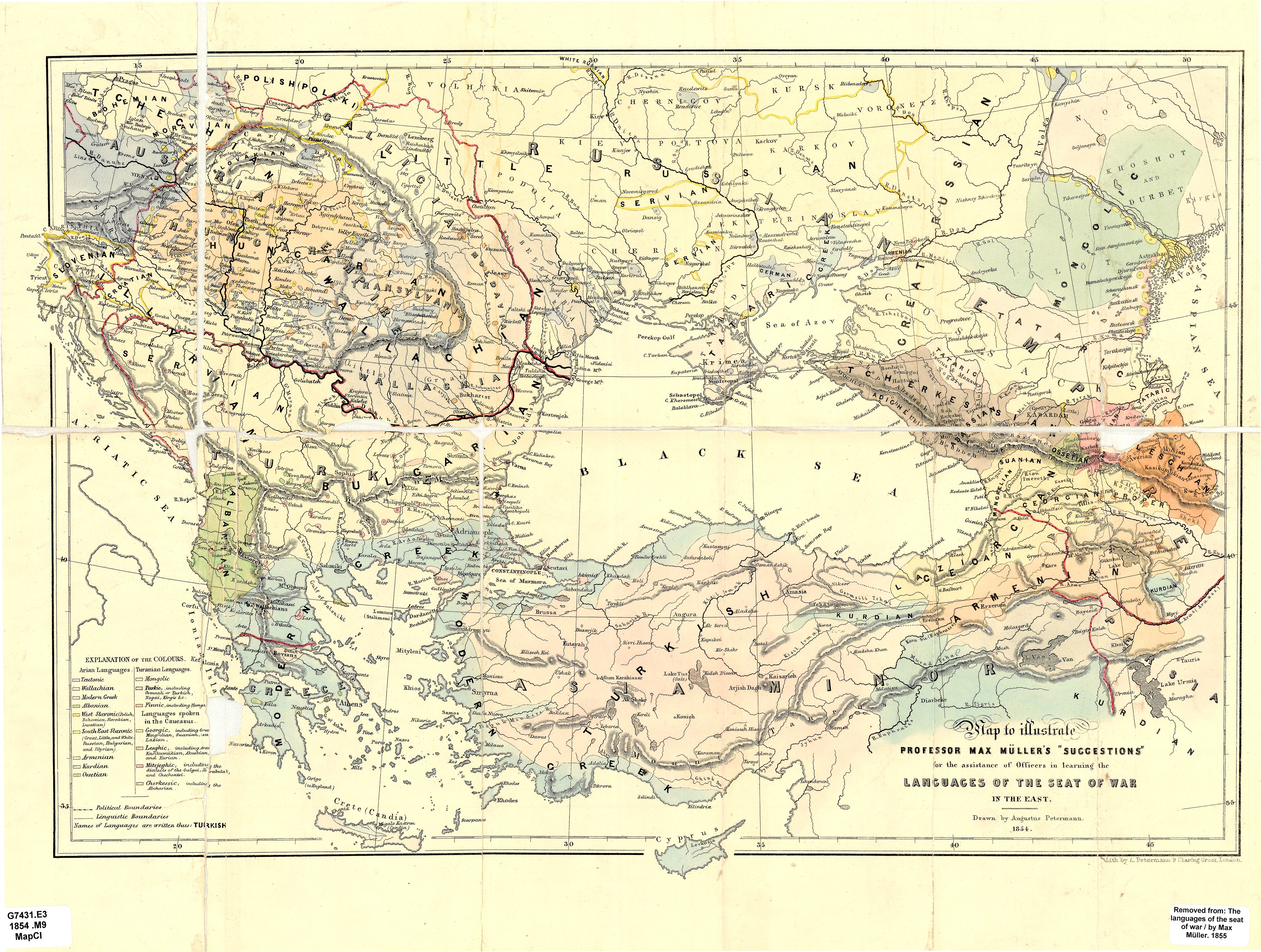
Карта мов Східної Європи професора Фрідріха Макса Мюллера, створена Августом Петерманном, 1854 рік

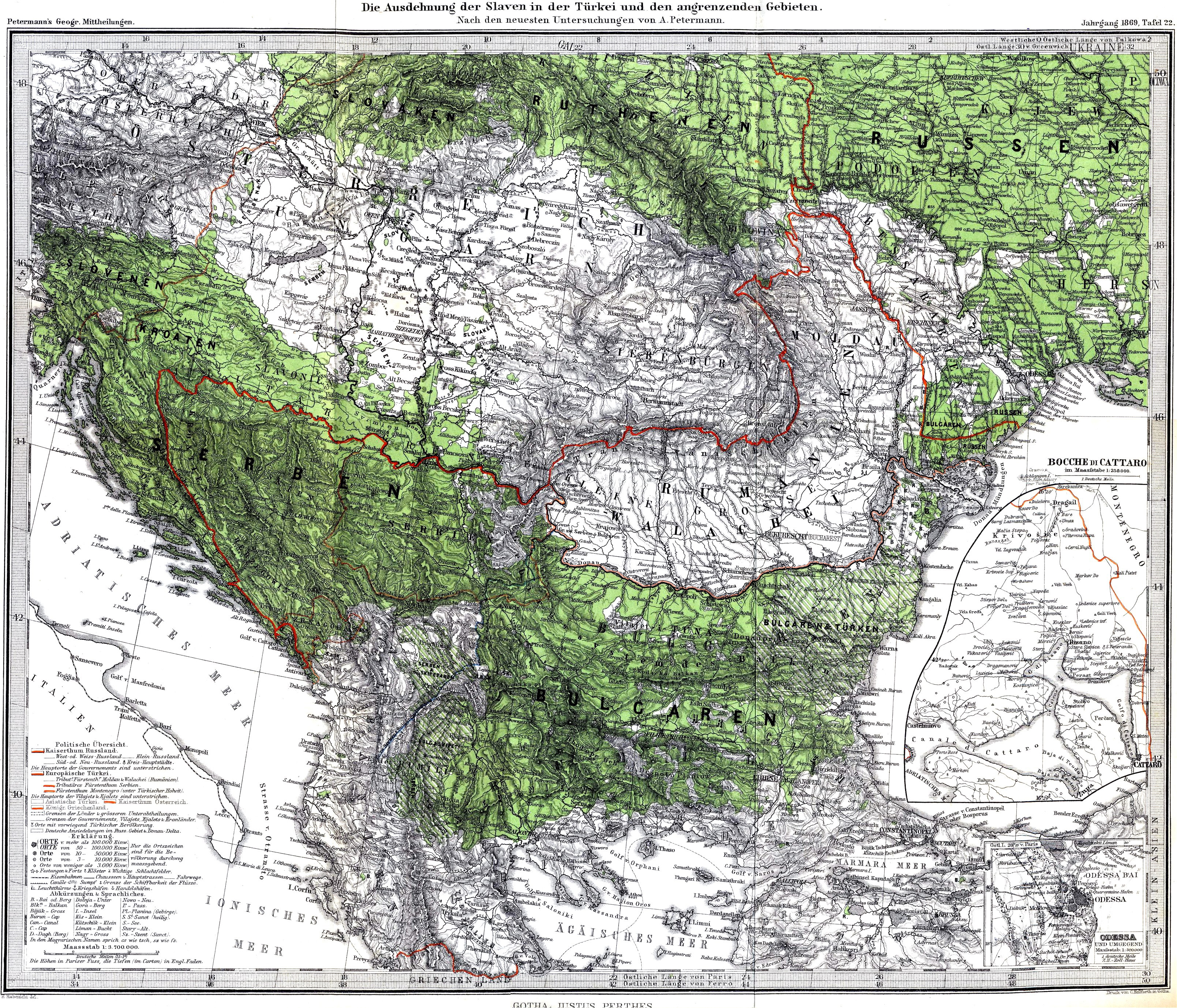
Карта «Експансія слов'янського населення в Туреччині та на суміжних територіях» («Die Ausdehnung der Slaven in der Türkei und den angrenzenden Gebieten»

А. Петерман брав участь у складанні великої кількості важливих атласів і карт. 1869 р. вийшла друком карта «Експансія слов'янського населення в Туреччині та на суміжних територіях» («Die Ausdehnung der Slaven in der Türkei und den angrenzenden Gebieten»; масштаб карти 1:3 700 000). Українці, що проживають у межах Австро-Угорської імперії позначені як Рутени (Ruthenen), а українці Російської імперії — Руси (Russen). У межах української етнічної території, що її охоплює карта, автор виділяв наступні історико-географічні області: Київ, Поділля, Галичина, Бессарабія та Херсон. На рамці карти є напис Ukraine (Україна). Виразно показано орографічні та гідрологічні об'єкти, державні та деякі адміністративні кордони, населені пункти і т. д.
1877 р."Етнографічна карта Російської імперії" («ETHNOGRAPHISCHE KARTE DES RUSSISCHEN REICHES (…) Hauptsächlich nach Rittich und Venjukoff VON A. PETERMANN»). Масштаб мапи 1:20 000 000, формат — 33 x 42 см. Видавництво C.Hellfahrth in Gotha. У легенді карти серед слов'ян автор виділив: русів (Russen), поляків та болгар. На відміну від «Атласу народонаселення Західно-Руського краю за віросповіданнями»  Ріттіха Олександра (1862, 1864 рр.) де виділені території переважного розміщення малоросів (українців), великоросів і білорусів, на даній карті всі вони об'єднані під спільною назвою Russen.
1891 р. в «Атласі Штілера» (Stielers Hand-Atlas 1891) надрукована карта «East Europe, no. 5: South-west Russia, Rumania and Bulgaria» Августа Петерманна. На рамці карти напис Ukraine (Україна). Карта створена на основі карти 1869 р. «Die Ausdehnung der Slaven in der Türkei und den angrenzenden Gebieten» (Експансія слов'янського населення в Туреччині та на суміжних територіях).